# Ford Fiesta WRC

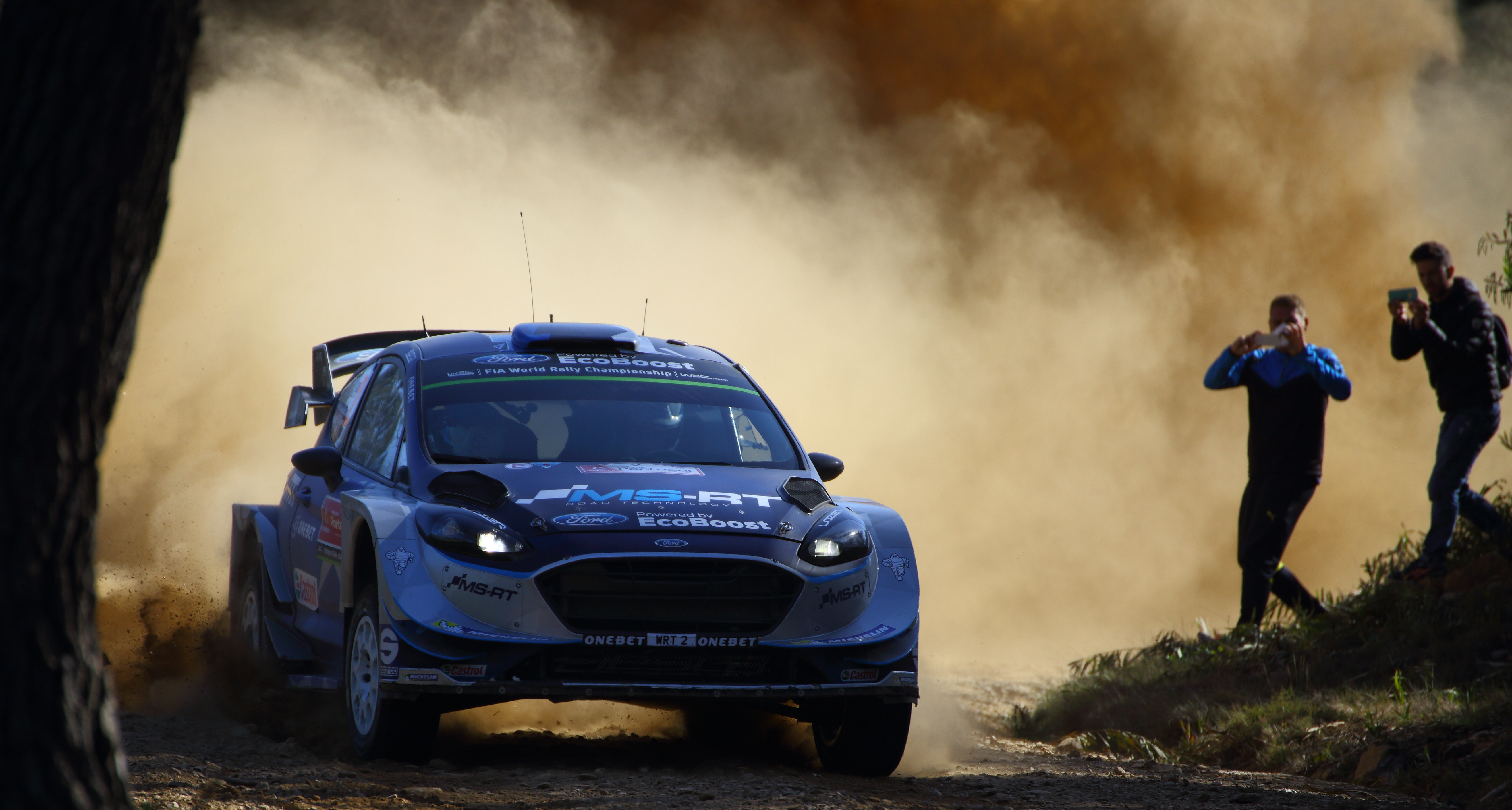
Ott Tänak s vozem Ford Fiesta WRC na Sardinské rallye 2017

Ford Fiesta WRC je World Rally Car postavený týmem M-Sport World Rally Team na soutěže Mistrovství světa v rallye debutující v roce 2017. Je založen na silničním vozidle Ford Fiesta z roku 2017 a nahradil vůz Ford Fiesta RS WRC, který soutěžil mezi lety 2011 a 2016. Byl postaven podle nových pravidel World Rally Car, které byly zavedeny v roce 2017.

## Výsledky ve WRC

### Tituly
| Rok  | Titul                            | Účastník                 | Účasti | Výhry | Pódia | Body |
| ---- | -------------------------------- | ------------------------ | ------ | ----- | ----- | ---- |
| 2017 | Pohár pro nejlepšího jezdce      | Sébastien Ogier          | 13     | 2     | 9     | 232  |
| 2017 | Pohár pro nejlepšího spolujezdce | Julien Ingrassia         | 13     | 2     | 9     | 232  |
| 2017 | Pohár konstruktérů               | M-Sport World Rally Team | 39     | 5     | 19    | 428  |
| 2018 | Pohár pro nejlepšího jezdce      | Sébastien Ogier          | 13     | 4     | 6     | 219  |
| 2018 | Pohár pro nejlepšího spolujezdce | Julien Ingrassia         | 13     | 4     | 6     | 219  |

### Výhry v rallye
| Rok  | No. | Podnik                        | Povrch   | Jezdec          | Spolujezdec      | Účastník                      |
| ---- | --- | ----------------------------- | -------- | --------------- | ---------------- | ----------------------------- |
| 2017 | 1   | Rallye Automobile Monte Carlo | Smíšený  | Sébastien Ogier | Julien Ingrassia | M-Sport World Rally Team      |
| 2017 | 2   | Rally de Portugal             | Šotolina | Sébastien Ogier | Julien Ingrassia | M-Sport World Rally Team      |
| 2017 | 3   | Rally Italia Sardegna         | Šotolina | Ott Tänak       | Martin Järveoja  | M-Sport World Rally Team      |
| 2017 | 4   | ADAC Rallye Deutschland       | Asfalt   | Ott Tänak       | Martin Järveoja  | M-Sport World Rally Team      |
| 2017 | 5   | Wales Rally GB                | Šotolina | Elfyn Evans     | Daniel Barritt   | M-Sport World Rally Team      |
| 2018 | 6   | Rallye Automobile Monte Carlo | Smíšený  | Sébastien Ogier | Julien Ingrassia | M-Sport Ford World Rally Team |
| 2018 | 7   | Rally Mexico                  | Šotolina | Sébastien Ogier | Julien Ingrassia | M-Sport Ford World Rally Team |
| 2018 | 8   | Tour de Corse                 | Asfalt   | Sébastien Ogier | Julien Ingrassia | M-Sport Ford World Rally Team |
| 2018 | 9   | Wales Rally GB                | Šotolina | Sébastien Ogier | Julien Ingrassia | M-Sport Ford World Rally Team |